# Kurzheim
Kurzheim ist eine Ortschaft in der Stadtgemeinde Trofaiach in der Steiermark.
Das Dorf Kurzheim liegt nordwestlich von Trofaiach am nördlichen Rand des Trofaiacher Beckens und somit an der Südseite des Reitings. Das davor zur aufgelösten Gemeinde Gai gehörende Dorf besteht aus einem großen landwirtschaftlichen Anwesen mehreren Einfamilienhäusern. Dieses historisch bedeutende Anwesen ist der Zehenthof, ein bereits 1475 urkundlich erwähnter Hof, der früher als Abgabestelle des Zehents für die Stifte Stift Admont und später Stift Göss fungierte.